# Carmen Pereira
Carmen Pereira (22 tháng 9 năm 1936 – 4 tháng 6 năm 2016) là một chính trị gia và nhà cách mạng người Guinea-Bissau. Bà được biết đến như người phụ nữ đầu tiên tại châu Phi giữ chức vụ nguyên thủ quốc gia, với tư cách Quyền Tổng thống Guinea-Bissau trong ba ngày vào tháng 5 năm 1984. Bà cũng là người đầu tiên và duy nhất đảm nhận vai trò này tại đất nước của mình, và đồng thời là một trong những nữ chính khách tiên phong trong công cuộc đấu tranh giành độc lập cho Guinea-Bissau khỏi ách thống trị Bồ Đào Nha.

## Thời niên thiếu
Carmen Pereira sinh năm 1937 trong một gia đình có học thức tại Guinea-Bissau, khi quốc gia này còn là thuộc địa của Bồ Đào Nha. Cha bà là một trong số ít người bản địa hành nghề luật tại thời điểm đó. Bà kết hôn khi còn trẻ và cùng chồng tham gia vào phong trào đấu tranh giành độc lập dân tộc trong bối cảnh làn sóng phi thực dân hóa lan rộng khắp châu Phi giai đoạn 1958–1961.

## Đấu tranh giành độc lập
Pereira bắt đầu tham gia chính trị vào năm 1962, khi bà gia nhập Đảng châu Phi vì Độc lập của Guinea và Cape Verde (PAIGC) – tổ chức chính trị đấu tranh vũ trang đòi độc lập cho Guinea-Bissau và Cabo Verde. Với vai trò tích cực, bà nhanh chóng trở thành một nhà lãnh đạo chính trị, sĩ quan chính trị và chỉ huy trong lực lượng cách mạng. Vào năm 1966, khi PAIGC chính thức mở rộng và trao cơ hội bình đẳng cho phụ nữ, Carmen Pereira cùng các nữ chiến sĩ khác như Teodora Gomes và Titina Silla đã đóng vai trò nòng cốt trong việc thúc đẩy bình đẳng giới trong cách mạng – một điều hiếm có tại các xã hội Tây Phi thời đó. 
Sau khi buộc phải sống lưu vong, Pereira từng cư trú tại Senegal, rồi sau đó sang Liên Xô để theo học ngành y khoa. Bà cũng từng là đại diện của Guinea-Bissau tại Tổ chức Phụ nữ châu Phi ở Algeria – một minh chứng cho vai trò quốc tế ngày càng lớn mạnh của bà trong các phong trào giải phóng phụ nữ và đấu tranh chống thực dân.

## Sự nghiệp chính trị
Sau khi trở về Guinea-Bissau, Carmen Pereira tiếp tục hoạt động tích cực trong lĩnh vực y tế và chính trị. Bà được bầu vào Quốc hội Nhân dân và giữ chức Phó Chủ tịch từ năm 1973 đến 1984. Từ năm 1975 đến 1980, bà đảm nhiệm vai trò Chủ tịch Quốc hội của Cabo Verde trong thời kỳ hai nước Cabo Verde và Guinea-Bissau còn thống nhất, đồng thời là thành viên chủ chốt trong chính phủ của Tổng thống João Bernardo Vieira. Giai đoạn 1981–1983, bà giữ chức Bộ trưởng Bộ Y tế và Công tác Xã hội. 
Năm 1984, bà được bầu lại làm Chủ tịch Quốc hội Nhân dân, và chính nhờ vị trí này mà bà trở thành Quyền Tổng thống Guinea-Bissau từ ngày 14 đến 16 tháng 5 năm 1984 – một thời điểm chuyển tiếp khi hiến pháp mới được ban hành. Sau đó, từ năm 1989 đến 1990, bà là thành viên Hội đồng Nhà nước, và trong hai năm tiếp theo (1990–1991), bà giữ chức Bộ trưởng Ngoại giao phụ trách các vấn đề xã hội. Giai đoạn cuối sự nghiệp, bà từng đảm nhận cương vị Phó Thủ tướng Guinea-Bissau trước khi bị cách chức bởi Tổng thống Vieira vào năm 1992.